# خرچنگ فلفل سیاه
خرچنگ فلفل سیاه (به انگلیسی: Black pepper crab) یکی از روش‌های محبوب سرو خرچنگ در آشپزی سنگاپوری است. این غذا از سرخ کردن خرچنگ‌های سخت پوست با فلفل سیاه تهیه می‌شود. برخلاف غذای محبوب خرچنگ چیلی، این نوع غذا داخل سس پخته نمی‌شود و به همین علت دارای قوام خشکی است.
ابداع روش آماده‌سازی غذای خرچنگ فلفل سیاه سنگاپوری را به رستوران غذای دریایی لانگ بیچ در سال ۱۹۵۹ نسبت داده‌اند.